# A. F. M. Ahsanuddin Chowdhury
Abul Fazal Mohammad Ahsanuddin Chowdhury (* 1. Juli 1915 in Maimansingh, Britisch-Indien; † 30. August 2001 in Dhaka, Bangladesch) war von 1982 bis 1983 Präsident der Republik Bangladesch und Mitglied der Jatiya Party.

## Biographie
Chowdhury studierte an der Universität von Dhaka Rechtswissenschaften und schloss sein Studium mit dem Bachelor of Laws ab. Er trat im Jahre 1942 in den öffentlichen Justizdienst ein und arbeitete als Bezirksrichter in den Großstädten Sylhet, Rangpur und Dhaka. Im Dezember 1968 wurde er zum Richter am obersten Gerichtshof von Dhaka durch den damaligen Präsidenten Muhammed Ayub Khan berufen. Im Januar 1974 wurde er Richter am obersten Gerichtshof der neuen Republik Bangladesch. Im Juli 1977 legte er sein Richteramt nieder. 
Im März 1982 stürzte der General Hossain Mohammad Ershad den Präsidenten Abdus Sattar und setzte Chowdhury als neuen Präsidenten ein, behielt allerdings gleichzeitig die faktische Macht im Staat. Im Dezember 1983 übernahm Ershad schließlich selbst das Amt des Präsidenten. 
Chowdhury starb im Jahr 2001. Er gehörte dem Islam an.